# Weltmeisterschaften der Rhythmischen Sportgymnastik 1993
Die 17. Weltmeisterschaften der Rhythmischen Sportgymnastik fanden 1993 in Alicante, Spanien statt.

## Ergebnisse

### Einzel-Mehrkampf
| Rang | Nation    | Athletin              |
| ---- | --------- | --------------------- |
| 1    | Bulgarien | Maria Petrowa         |
| 2    | Ukraine   | Kateryna Serebrjanska |
| 3    | Russland  | Amina Saripowa        |

### Mehrkampf-Mannschaft
| Rang | Nation    | Athletin                                                    |
| ---- | --------- | ----------------------------------------------------------- |
| 1    | Bulgarien | Maria Petrowa Julia Baicheva Branimira Dimitrova            |
| 2    | Ukraine   | Kateryna Serebrjanska Olena Witrytschenko Jelena Schumskaja |
| 3    | Russland  | Amina Saripowa Julia Rosljakowa Inessa Guijzikowa           |

### Ball
| Rang | Nation    | Athletin              |
| ---- | --------- | --------------------- |
| 1    | Bulgarien | Maria Petrowa         |
| 2    | Ukraine   | Olena Witrytschenko   |
| 3    | Russland  | Julia Rosljakowa      |
| 3    | Ukraine   | Kateryna Serebrjanska |

### Band
| Rang | Nation    | Athletin              |
| ---- | --------- | --------------------- |
| 1    | Bulgarien | Maria Petrowa         |
| 1    | Belarus   | Tatjana Ogrisko       |
| 3    | Ukraine   | Kateryna Serebrjanska |

### Keulen
| Rang | Nation    | Athletin            |
| ---- | --------- | ------------------- |
| 1    | Spanien   | Carmen Acedo        |
| 2    | Spanien   | Carolina Pascual    |
| 3    | Bulgarien | Maria Petrowa       |
| 3    | Belarus   | Tatjana Ogrisko     |
| 3    | Ukraine   | Olena Witrytschenko |

### Seil
| Rang | Nation    | Athletin            |
| ---- | --------- | ------------------- |
| 1    | Ukraine   | Olena Witrytschenko |
| 2    | Russland  | Julia Rosljakowa    |
| 3    | Bulgarien | Julia Baicheva      |

### Reifen
| Rang | Nation    | Athletin            |
| ---- | --------- | ------------------- |
| 1    | Bulgarien | Maria Petrowa       |
| 2    | Ukraine   | Julia Rosljakowa    |
| 3    | Ukraine   | Olena Witrytschenko |

### Medaillenspiegel
| Rang | Nation    | Gold | Silber | Bronze | Gesamt |
| ---- | --------- | ---- | ------ | ------ | ------ |
| 1    | Bulgarien | 5    | 1      | 1      | 7      |
| 2    | Ukraine   | 1    | 4      | 4      | 9      |
| 3    | Spanien   | 1    | 1      | -      | 2      |
| 4    | Belarus   | 1    | -      | 2      | 3      |
| 5    | Russland  | -    | 1      | 3      | 9      |